# Doederleinia berycoides
Doederleinia berycoides è un pesce osseo di acqua salata appartenente alla famiglia Acropomatidae.

## Descrizione
Il colore è rossastro nella porzione dorsale, opalescente nella regione ventrale. La lunghezza media di questo pesce è di 30 cm, ma sono stati osservati esemplari di dimensioni maggiori.

## Distribuzione e habitat
Presente in particolare nel Mar del Giappone, il suo areale si estende in ogni caso in una vasta porzione dell'Oceano Pacifico occidentale, specie vicino al Borneo, al Giappone, al nord dell'Australia e alla Papua Nuova Guinea, dove occupa usualmente profondità di alcune centinaia di metri. 

## Pesca
Questo pesce è spesso pescato in quanto la sua carne è ritenuta prelibata per la cucina nipponica.